# Piotr Furgoł
Piotr Furgoł (ur. 1885 w Dębieńsku, zm. 4 maja 1921 w Czerwionce) – działacz społeczny i sportowy, powstaniec śląski.

## Życiorys
Członek organizacji Eleusis, będącej protoplastą ruchu harcerskiego, a także Towarzystwa Gimnastycznego "Sokół", którego gniazdo założył w grudniu 1919 w Czerwionce oraz był jego pierwszym prezesem.
Jednocześnie prowadził działalność konspiracyjną, zakładając w Dębieńsku komórkę Polskiej Organizacji Wojskowej Górnego Śląska. W czasie poprzedzającym plebiscyt Furgoł dowodził plutonem ochrony wieców. Podczas III powstania śląskiego w składzie I batalionu 2 żorskiego pułku piechoty walczył w Czerwionce oraz w rejonie kopalni "Dębieńsko". Jako dowódca liczącego 60 osób pododdziału wartowniczego miał za zadanie zabezpieczenie wziętych do niewoli jeńców wojennych. 4 maja 1921 zginął w Czerwionce w walkach z oddziałami włoskimi, w toku których Włosi stracili 19 zabitych i 94 rannych. W miejscu tym (w pobliżu obecnego Zespołu Szkół nr 2 w Czerwionce) następnie został ustawiony obelisk, będący obecnie miejscem uroczystości patriotycznych. Nazwiskiem Piotra Furgoła nazwano park i najdłuższą ulicę w mieście.